# Цицамура
Цихісубані (груз. წიწამურა) — село в Грузії.
За даними перепису населення 2014 року в селі проживає 60 осіб.